# Паратиреоїдектомія
Паратиреоїдектомія — це хірургічна операція з видалення паращитоподібної залози. Показаннями до виконання цього оперативного втручання є злоякісні (рак) та доброякісні (аденома) пухлини паращитоподібної залози.

## Ідентифікація залози
Передопераційна ідентифікація паращитоподібної залози(з) проводиться за допомогою ультразвукового дослідження або скануванням з Тс-МІБІ.

## Процедура

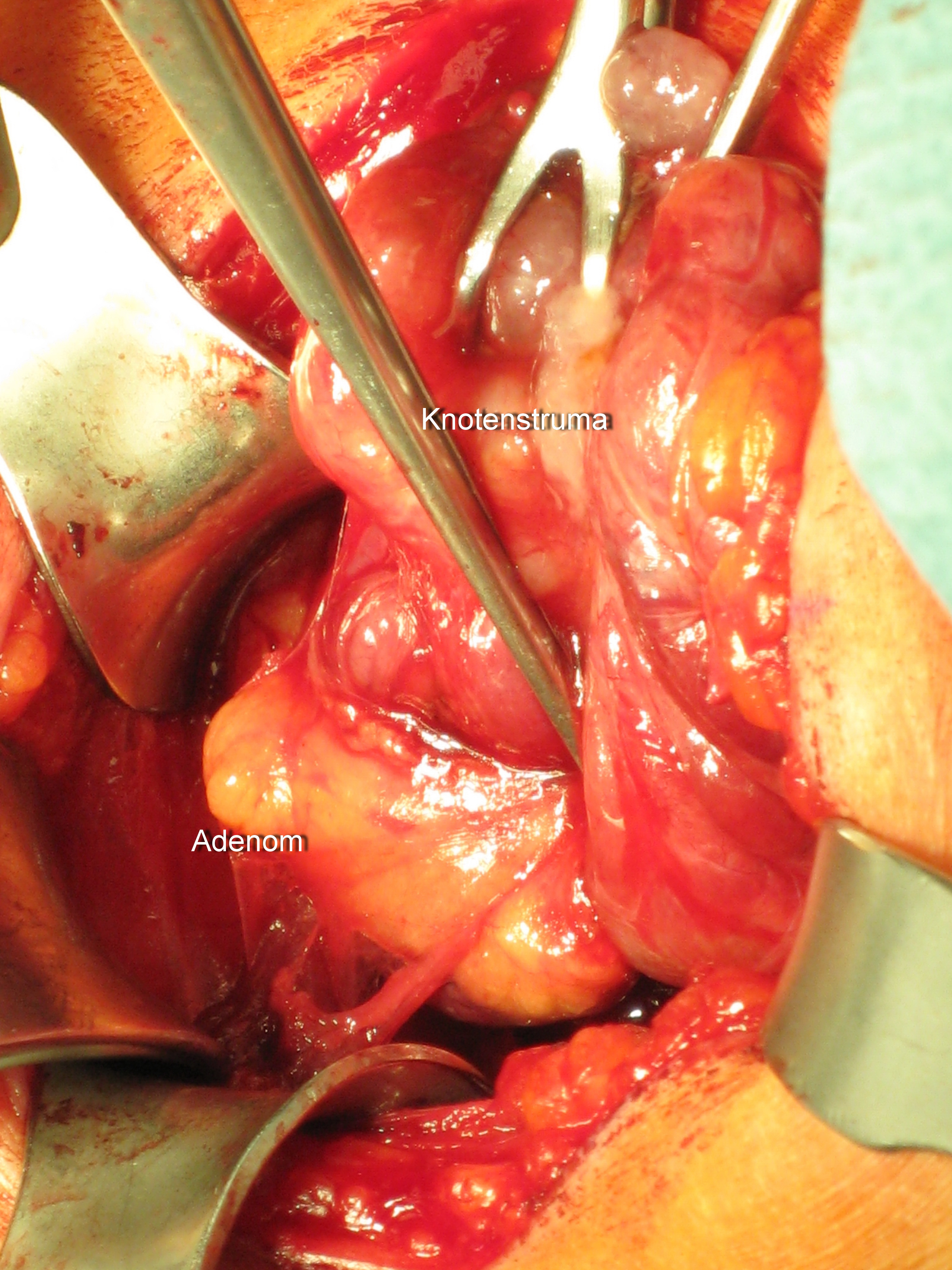
На знімку макропрепарат аденоми паращитоподібної залози (автор Thomas Zimmermann)

Операція проводиться, в більшості випадків, під загальним знечуленням та використанням міорелаксантів. Положення хворого на спині, голова максимально закинута назад. Враховуючи анатомічне розташування паращитоподібної залози — на задній поверхні щитоподібної залози, доступ проводиться за тим же протоколом, що і при тиреоїдектомії:
1. Горизонтальний розріз в нижній третині шиї спереду
2. Формування верхнього та нижнього клаптів між платизмою та підпід'язиковими м'язами
3. Вертикальне розсічення фасції між передніми яремними венами
4. Тупе або гостре відділення підпід'язикових м'язів від 4 фасції, що вкриває щитоподібну залозу
5. Коли щитоподібна залоза достатньо візуалізована, проводиться ревізія задньої поверхні для ідентифікації ураженої патологічним процесом паращитоподібної залози
6. В залежності від розташування, проводиться мобілізація відповідного полюсу(ів) щитоподібної залози.
7. Ідентифікація паращитоподбіних залоз відбувається під час мобілізації долей, після чого в безпосередній близькості, але поза межами капсули патологічного вогнища, поетапно накладаються затискачі, тканина відсікається та накладаються лігатури.
8. Після повного видалення ураженої паращитоподбіної залози проводиться контроль на гемостаз та вирішується необхідність дренування рани
9. Пошарове ушивання рани
10. Асептична пов'язка

## Післяопераційний період
Пацієнт швидко відновлюється після операції. Рівень паратгормону (якщо лікувався гіперпаратиреоз) приходить до норми протягом 10-15 хвилин після видалення аденоми. Залишені паращитоподбіної залози не завжди здатні повною мірою забезпечувати організм паратгормоном, тому можуть спостерігатись явища його дефіциту (гіпопаратиреоїдизм) протягом декількох тижнів або місяців, що потребує призначення препаратів кальцію.